# Міхас
Міхас (ісп. Mijas) — муніципалітет в Іспанії, у складі автономної спільноти Андалусія, у провінції Малага. Населення — 76 362 особи (2010).
Муніципалітет розташований на відстані близько 430 км на південь від Мадрида, 23 км на південний захід від Малаги.
На території муніципалітету розташовані такі населені пункти: (дані про населення за 2010 рік)
- Ентрерріос: 855 осіб
- Лас-Лагунас: 41299 осіб
- Міхас: 4070 осіб
- Калаонда-Чапарраль: 25364 особи
- Осунільяс-Пенья-Бланкілья: 2991 особа
- Вальтокадо-Алькерія: 1783 особи

## Демографія
Динаміка населення (INE ):

## Галерея зображень

Розташування муніципалітету у провінції Малага
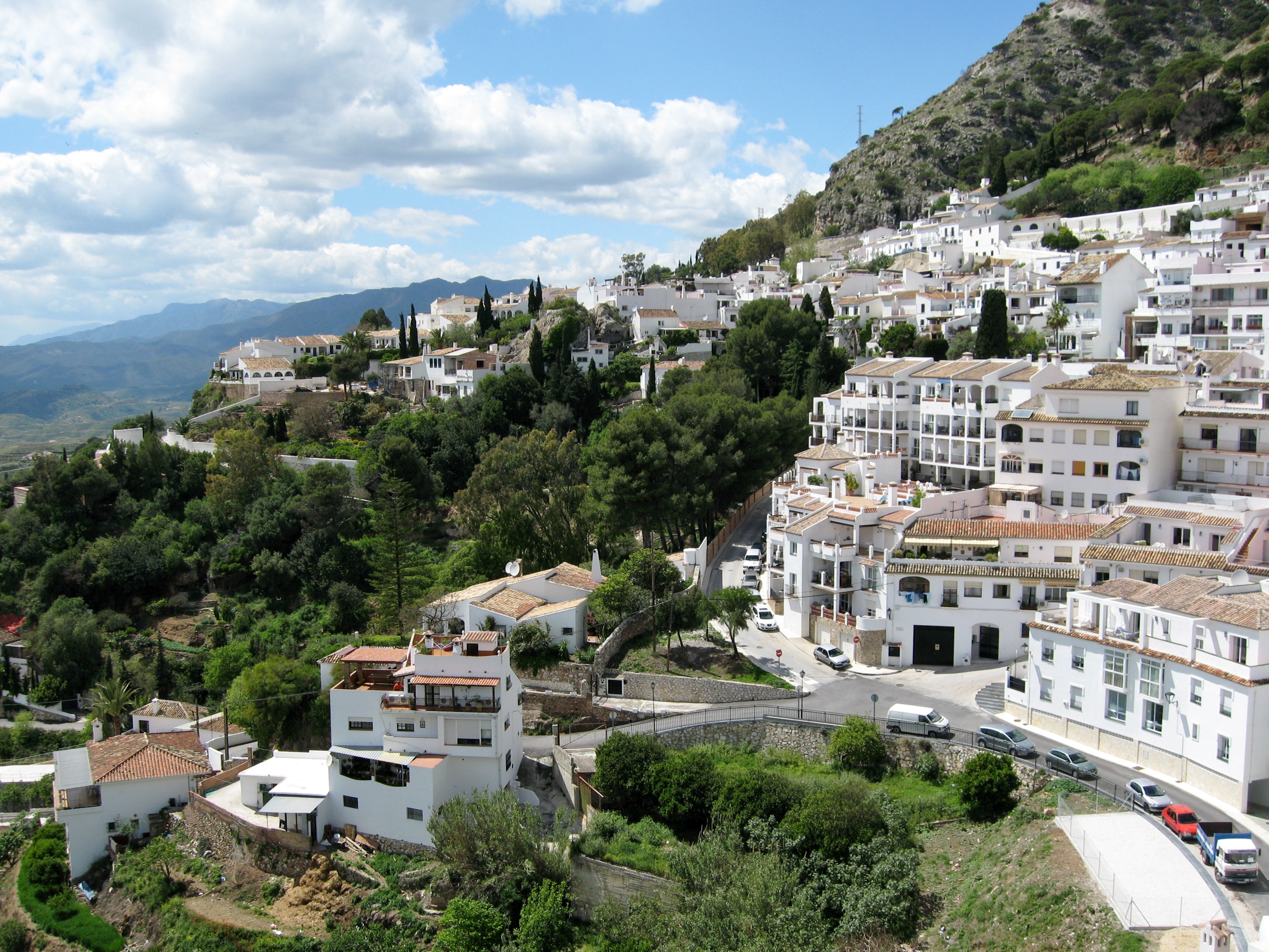
Кальє-Крістобаль-Аларкон, Міхас
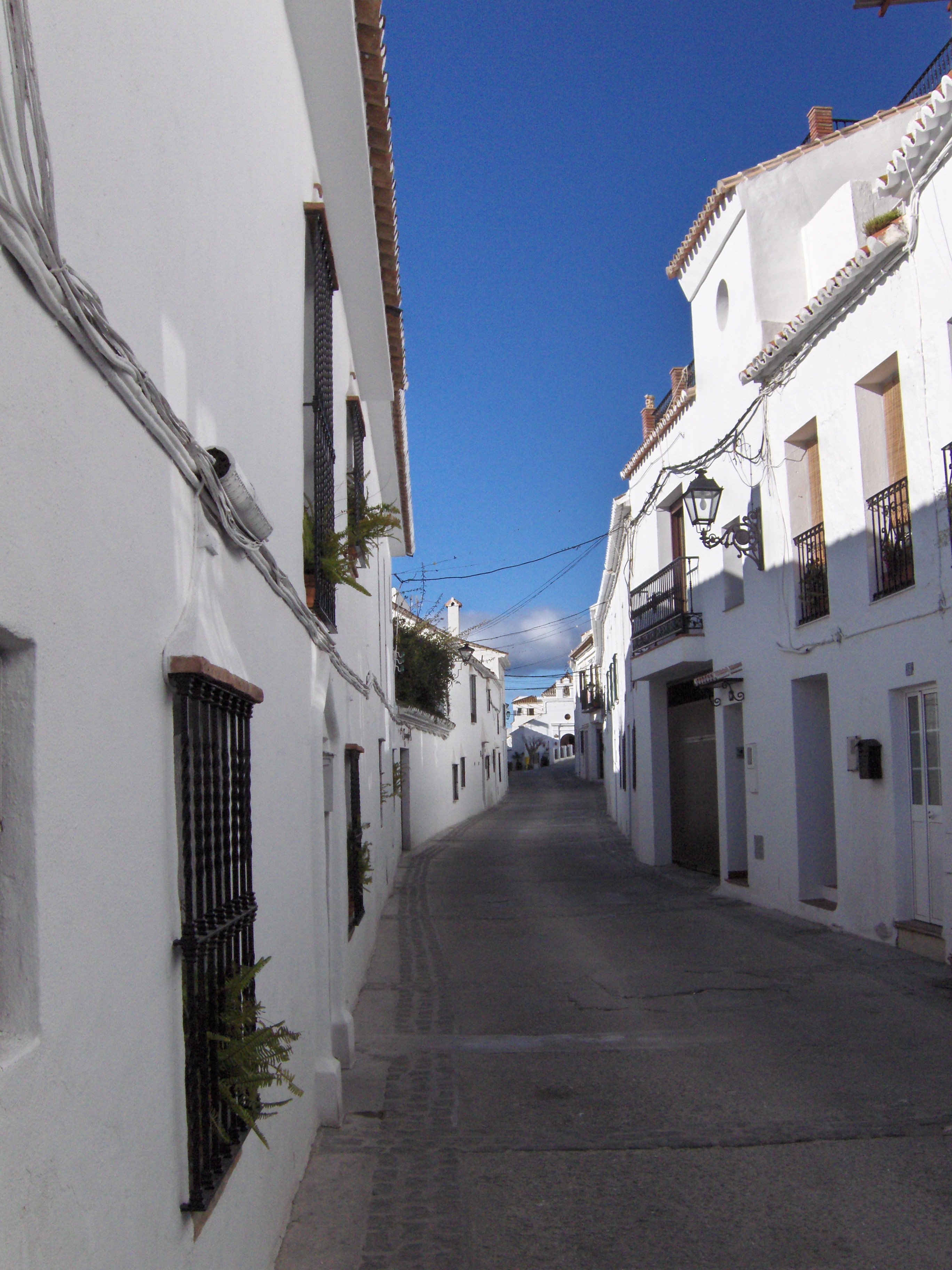
Міхас, типова вулиця
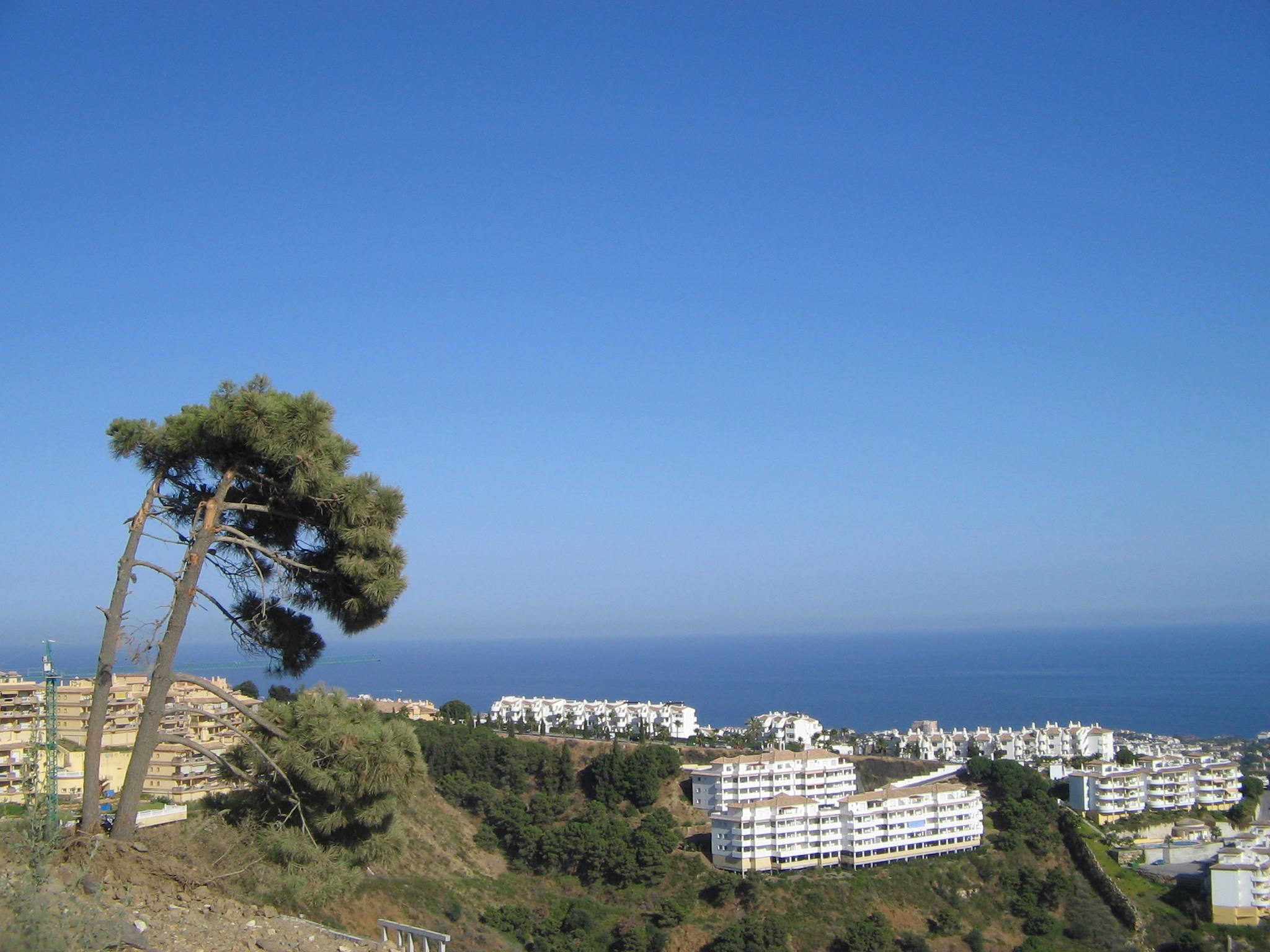
Калаонда
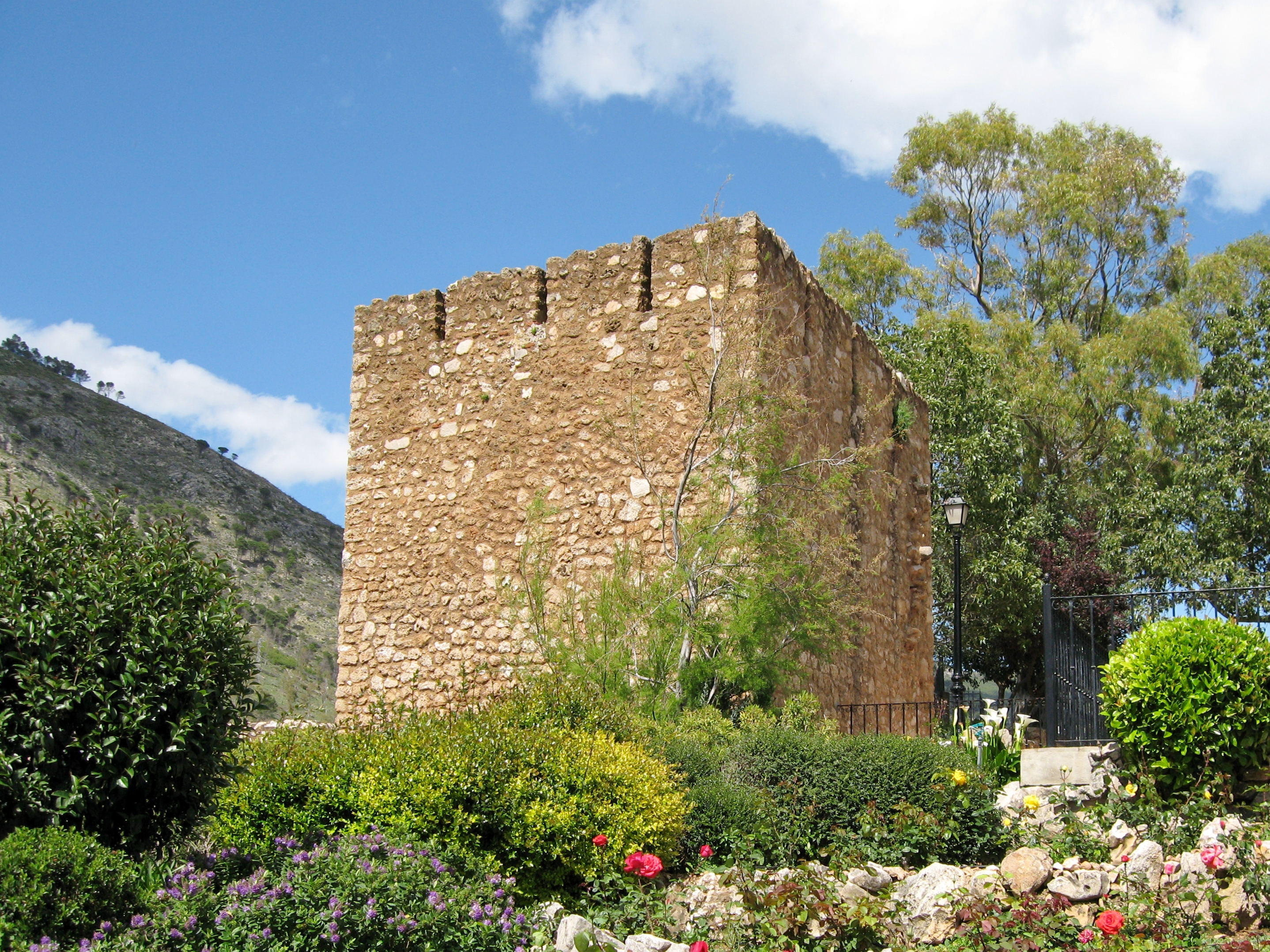
Стара фортеця
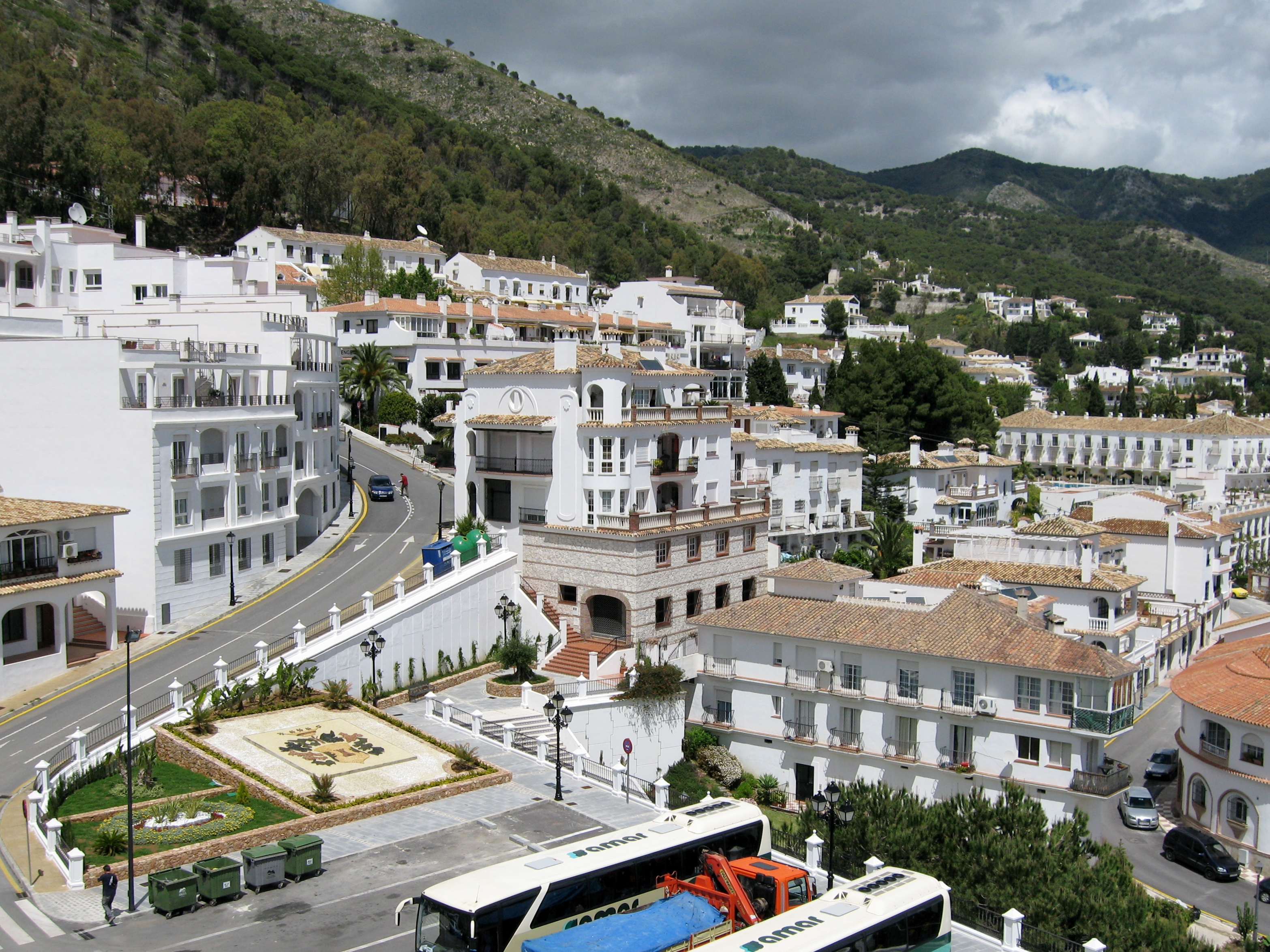
У центрі
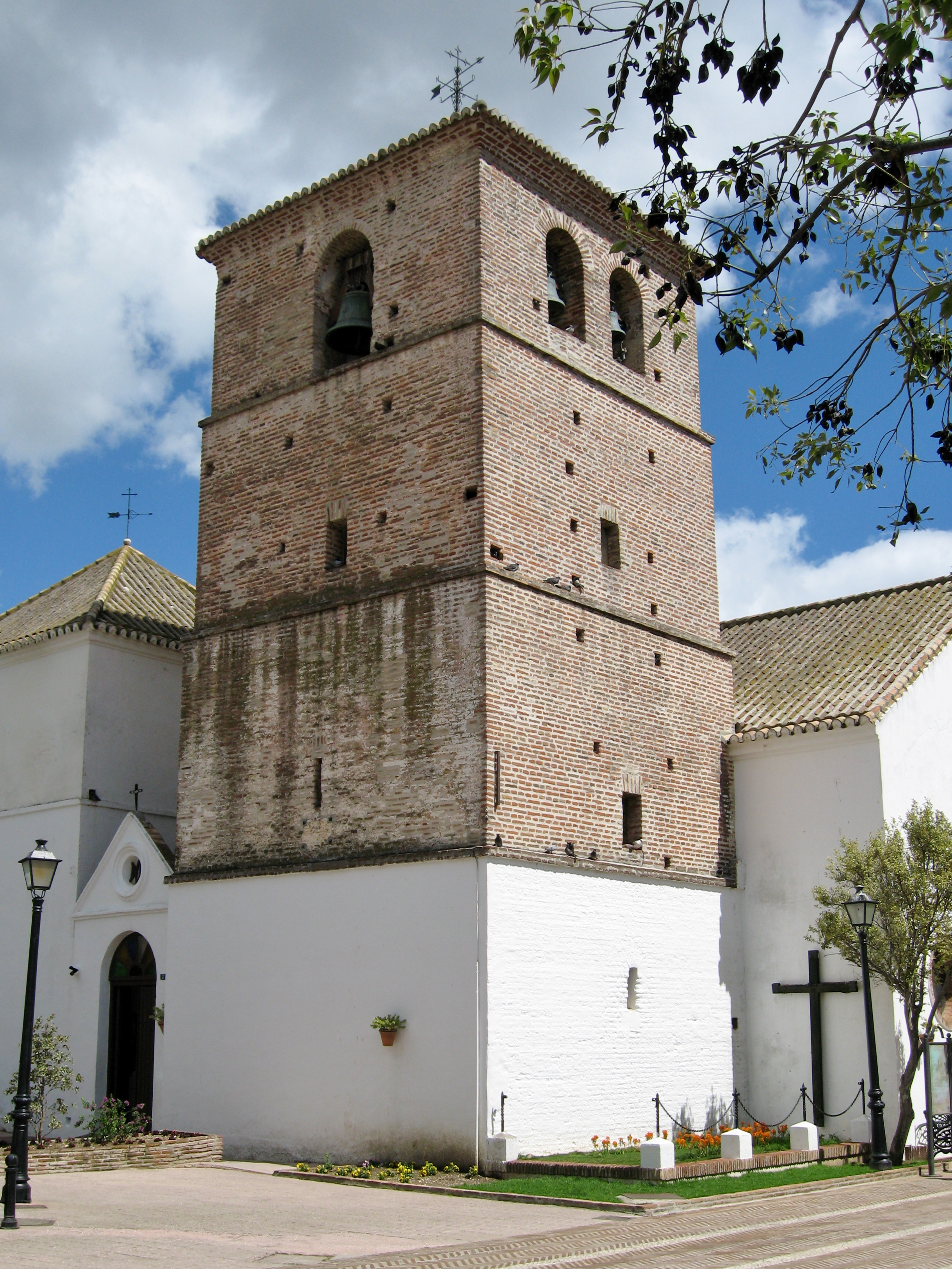
Парафіяльна церква Ла-Інмакулада-Консепсьйон
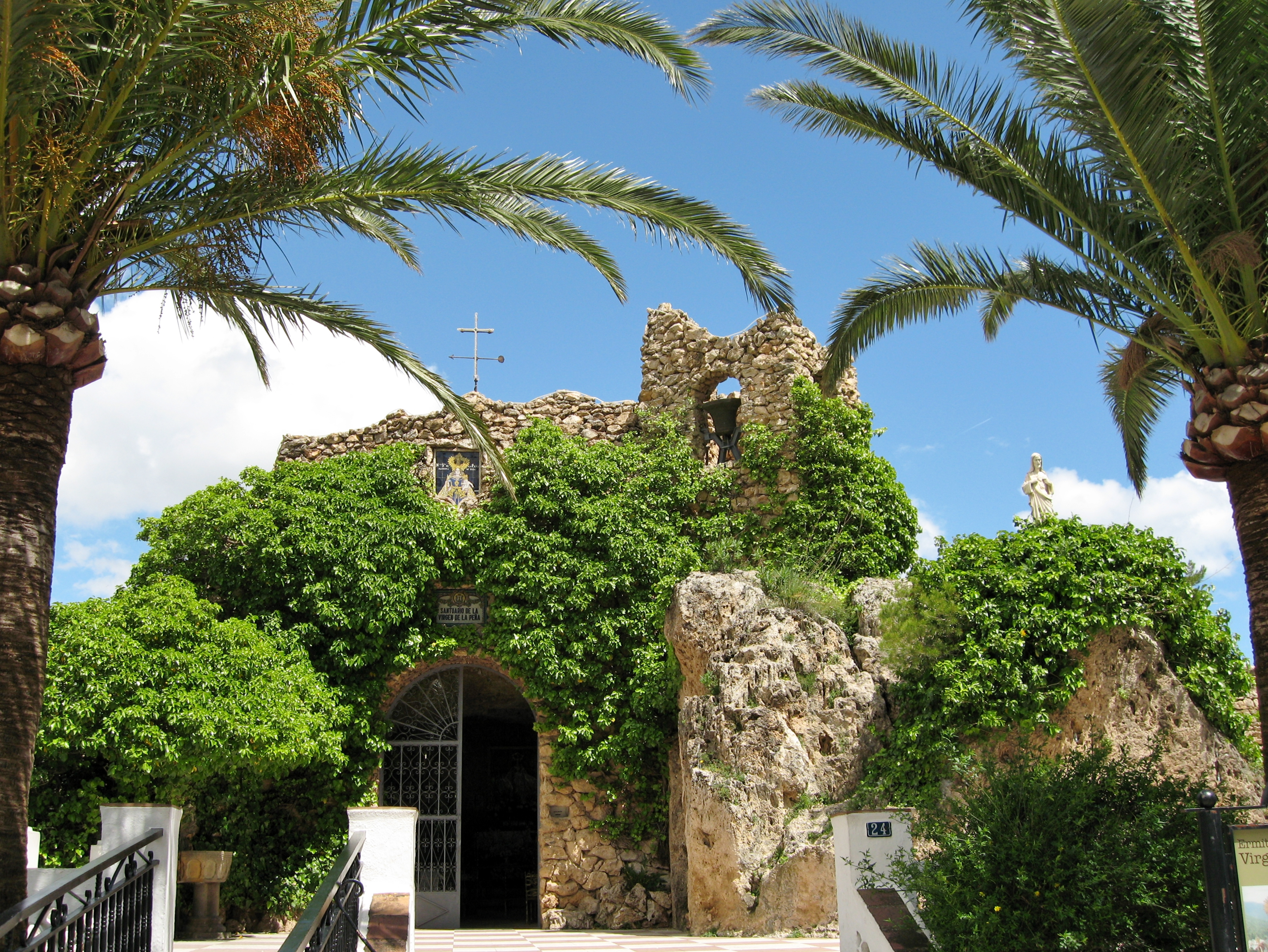
Каплиця Ла-Вірхен-де-ла-Пенья
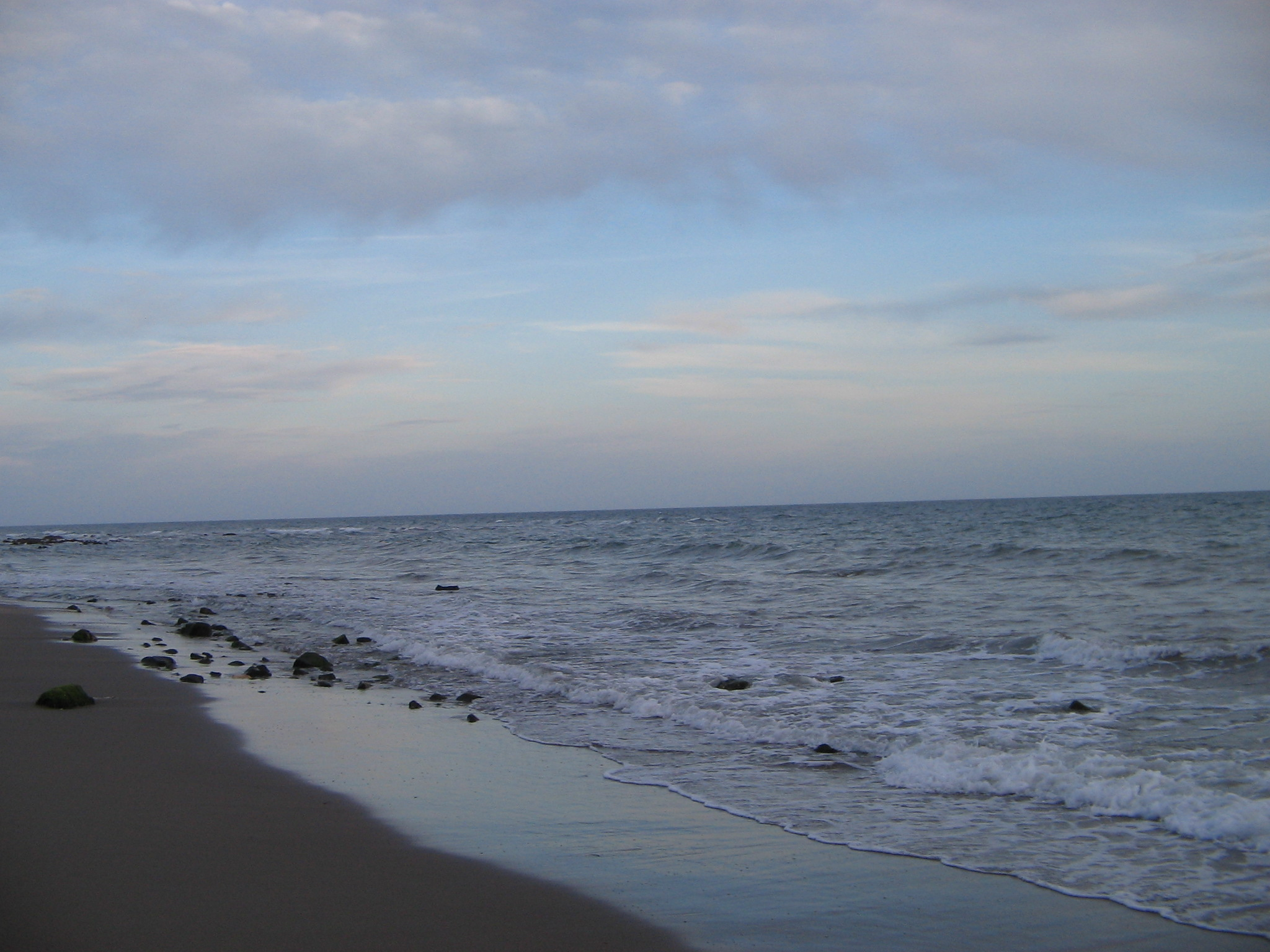
Пляж Калаонда
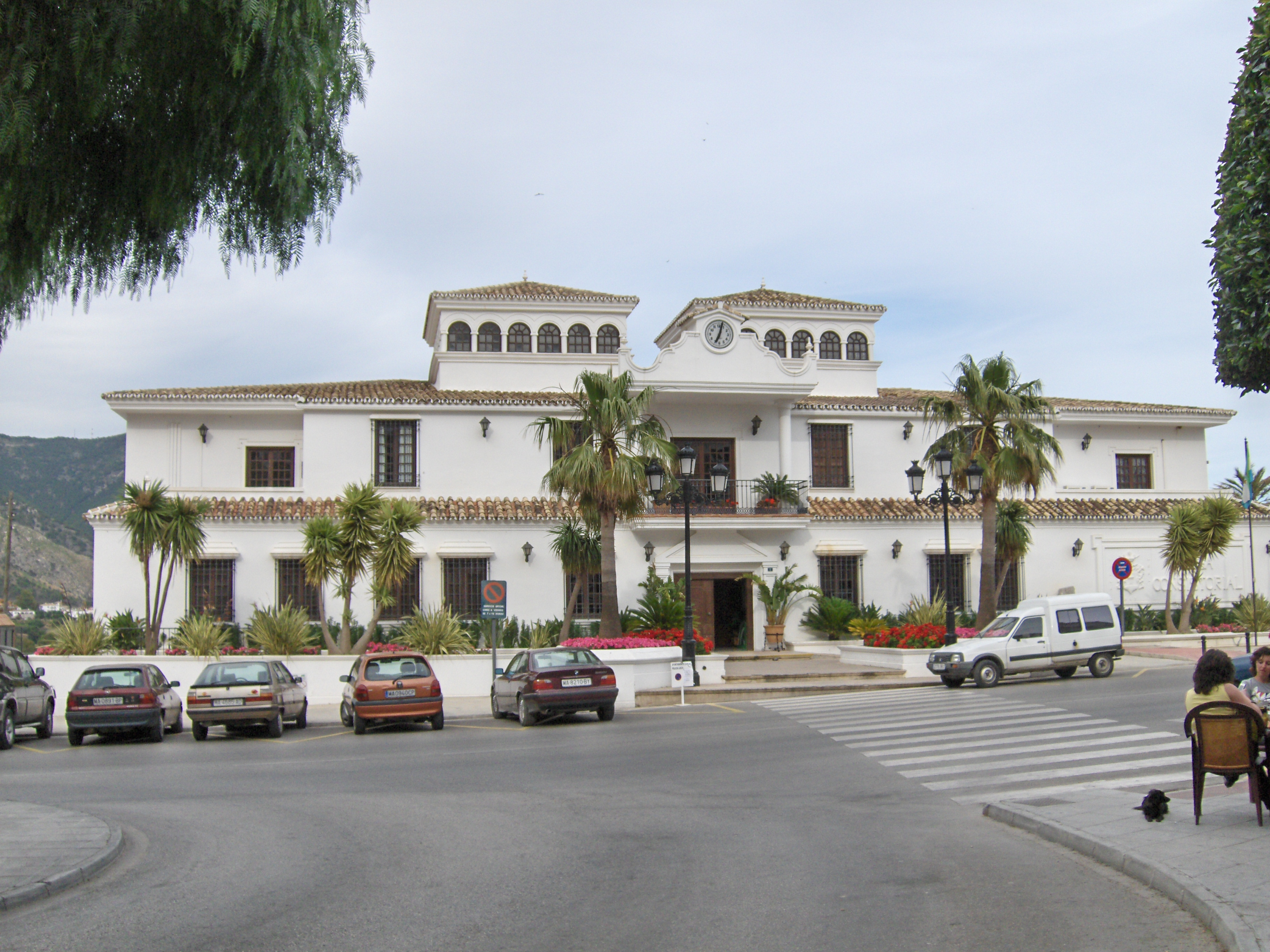
Муніципальна рада